# Emerenciana
Santa Emerenciana fue una mártir romana que murió en el 304 durante las persecuciones de Diocleciano.
De acuerdo con la hagiografía cristiana, la madre de Emerenciana fue una niñera de Santa Inés, una rica heredera que finalmente fue martirizada después de abrazar el cristianismo. Emerenciana era catecúmena (cristiana conversa que aún no ha recibido el bautismo). Aunque los católicos la consideran igual a los mártires, que han recibido el "bautismo de sangre". Pocos días después de la muerte de Inés, Emerenciana fue capturada rezando en su tumba, y confesó que también era cristiana y fue ejectuada mediante la lapidación. 
Este relato, que constituye una especie de apéndice de las "actas" de Santa Inés, no puede tomarse a la letra; pero existen pruebas de que una mártir llamada Emerenciana estuvo originalmente sepultada en el Coemeterium majus. Dicho cementerio está un poco más distante de la Vía Nomentana que el sitio en que fue erigida la basílica de Santa Inés.
Según parece, se celebraba a Santa Emerenciana el 23 de enero y el 16 de septiembre, junto con los santos Víctor, Félix y Alejandro; pero por alguna razón, sus restos fueron trasladados posteriormente a la basílica de Santa Inés y así, la leyenda relacionó a ambas santas.

## Culto y patronazgos
Parte de las reliquias se conservan en la Basílica de Santa Inés Extramuros (Roma) y en la de San Pietro in Vincoli. Otras ciudades europeas, españolas, alemanas, belgas y francesas alegan tener reliquias de la santa. En Teruel, ciudad de la que es patrona, se conservan en un busto relicario que se saca en procesión el día de su festividad, en el denominado Seisado de Santa Emerenciana. En Tlaxcala y en Guadalajara México se rinde culto a Santa Emerenciana. También es patrona de La Puebla de Valverde (Te)

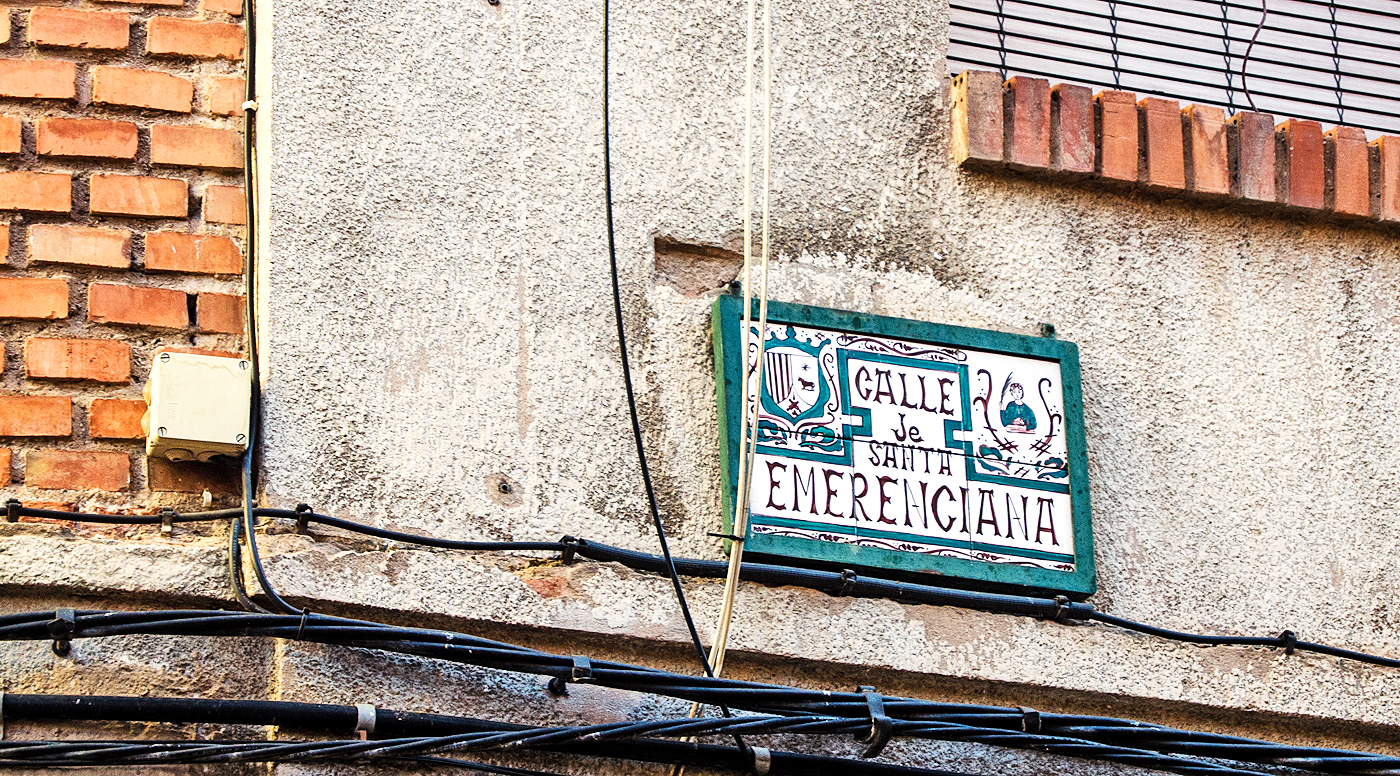
Placa en la Calle Santa Emerenciana de Teruel (España).